# Vransko (Bulgarije)
Vransko (Bulgaars: Вранско) is een dorp in Bulgarije. Het is gelegen in de gemeente Kroemovgrad in de oblast Kardzjali. Het dorp ligt hemelsbreed 27 km ten zuidoosten van de stad Kardzjali en 232 km van de hoofdstad Sofia.

## Bevolking
Op 31 december 2020 telde het dorp 795 inwoners, een stijging ten opzichte van het maximum 630 inwoners in 1934, maar een daling ten opzichte van het maximum van 1.050 personen in 1985.
| Bevolkingsontwikkeling tussen 1934 en 2020          |
| --------------------------------------------------- |
|                                                     |
| Bron: Nationaal Statistisch Instituut van Bulgarije |

Het dorp wordt nagenoeg uitsluitend bewoond door etnische Turken.
| Etnische samenstelling van de respondenten (2011) | Etnische samenstelling van de respondenten (2011) | Etnische samenstelling van de respondenten (2011) | Etnische samenstelling van de respondenten (2011) | Etnische samenstelling van de respondenten (2011) |
| ------------------------------------------------- | ------------------------------------------------- | ------------------------------------------------- | ------------------------------------------------- | ------------------------------------------------- |
|                                                   |                                                   |                                                   |                                                   |                                                   |
| Bulgaren                                          | Bulgaren                                          |                                                   | 3,1%                                              | 3,1%                                              |
| Turken                                            | Turken                                            |                                                   | 96,6%                                             | 96,6%                                             |
| Roma                                              | Roma                                              |                                                   | 0,0%                                              | 0,0%                                              |
| Anders/Onbekend                                   | Anders/Onbekend                                   |                                                   | 0,3%                                              | 0,3%                                              |